# 大洲 (市川市)
大洲（おおす）は千葉県市川市にある地名。現行行政地名は大洲一丁目から大洲四丁目。郵便番号は272-0032。

## 地理
市川市中部、旧行徳町の北端に位置する。江戸川に沿った地域である。地域内は住宅街になっているほか、工場もある。
二丁目に市川大洲郵便局、三丁目に北越コーポレーション、四丁目に市立大洲小学校、市立大洲中学校がある。一丁目には、以前明治乳業の工場があった。
東は新田、西は江戸川を挟んで東京都江戸川区北篠崎および上篠崎、北は市川南、南は大和田と接している。ただし大洲の町域からは江戸川を直接渡る橋がなく、車で東京方面に向かうには市川橋や京葉道路（江戸川大橋）への大回りを強いられる。

### 地価
住宅地の地価は、2014年（平成26年）1月1日の公示地価によれば、大洲2-2-20の地点で20万6000円/m2となっている。

## 歴史
1931年から1939年まで、町域内に市川競馬場が存在した。

### 地名の由来
当地域が江戸川縁にできた砂質の大きな洲であったことから「大洲」となった。

## 世帯数と人口
2017年（平成29年）9月30日現在の世帯数と人口は以下の通りである。
| 丁目       | 世帯数    | 人口    |
| ---------- | --------- | ------- |
| 大洲一丁目 | 984世帯   | 1,891人 |
| 大洲二丁目 | 855世帯   | 1,780人 |
| 大洲三丁目 | 1,112世帯 | 2,569人 |
| 大洲四丁目 | 1,101世帯 | 2,294人 |
| 計         | 4,052世帯 | 8,534人 |

## 小・中学校の学区
市立小・中学校に通う場合、学区は以下の通りとなる。
| 丁目       | 番地     | 小学校             | 中学校             |
| ---------- | -------- | ------------------ | ------------------ |
| 大洲一丁目 | 12～18番 | 市川市立大洲小学校 | 市川市立大洲中学校 |
| 大洲一丁目 | 1～11番  | 市川市立鶴指小学校 | 市川市立第八中学校 |
| 大洲二丁目 | 1～9番   | 市川市立鶴指小学校 | 市川市立第八中学校 |
| 大洲二丁目 | 10～16番 | 市川市立大洲小学校 | 市川市立大洲中学校 |
| 大洲三丁目 | 全域     | 市川市立大洲小学校 | 市川市立大洲中学校 |
| 大洲四丁目 | 全域     | 市川市立大洲小学校 | 市川市立大洲中学校 |

## 施設
- 市川市立大洲保育園
- 市川市立大洲幼稚園
- 市川市立大洲小学校
- 市川市立大洲中学校
- 市川駅南公民館
  - 市川市立図書館市川駅南公民館図書室
- 市川大洲郵便局
- 明治乳業
- 北越コーポレーション関東工場